# Schlammröhrenwürmer
Die Schlammröhrenwürmer (Tubificinae) sind eine Unterfamilie der Naididae. Zu ihnen gehört auch der als Indikator für die Gewässergüte und als Futtertier gezüchtete Schlammröhrenwurm Tubifex tubifex.

## Lebensweise
Die Arten der Schlammröhrenwürmer leben in selbst gemachten Röhren im Weichsediment, d. h. im Schlamm oder Sand fließender oder stehender Gewässer. Aus der Sedimentoberfläche schaut typischerweise nur das Hinterende der Würmer heraus. Durch undulierende Bewegungen strudeln sie sauerstoffreiches Wasser und organisches Material herbei. Bei Störungen können sich die Würmer rasch in ihre Röhre zurückziehen.
Manche Arten sind durch Hämoglobin blutrot, z. B. die Tubifex-Arten.
Die Schlammröhrenwürmer sind wie die meisten Wenigborster Zwitter. Die Vermehrung geschieht daher grundsätzlich über die zweigeschlechtliche Fortpflanzung, bei der sich die Partner gegenseitig befruchten können.
Im Süßwasser lebende Gattungen, die im Schlamm von Flüssen oder stehenden Gewässern vorkommen, sind Tubifex und Limnodrilus. Eine Massenvermehrung tritt nur in Gewässern auf, deren Sedimente einen hohen Anteil an verwertbarem organischem Material haben. In unbelasteten Gewässern treten sie eher nur vereinzelt auf. Einige Arten werden zur Gewässergütebeurteilung herangezogen. Die Art Tubifex tubifex kann bis zu 8 Zentimeter lang werden.

## Systematik
Die Schlammröhrenwürmer (Tubificinae) waren lange Zeit die namengebende Unterfamilie der „Tubificidae“. Nachdem die „Tubificidae“ mit den damals als eigene Familie ausgewiesenen Arten der heutigen Unterfamilie Naidinae zusammengelegt worden waren, wurde die gesamte Gruppe nach der Prioritätsregel Naididae genannt.

## Gattungen
Es sind 28 Gattungen innerhalb der Unterfamilie bekannt:
Stand: 11. Dezember 2020
- Amerigodrilus Holmquist, 1985
- Antipodrilus Brinkhurst & Jamieson, 1971
- Arctodrilus Brinkhurst & Kathman, 1983
- Aulodrilus Bretscher, 1899
- Baikalodrilus Holmquist, 1978
- Baltidrilus Timm, 2013
- Burchanidrilus Martin & Brinkhurst, 1998
- Chenidrilus Liang & Xie, 1997
- Christerius Holmquist, 1985
- Clitellio Savigny, 1822
- Edukemius Holmquist, 1978
- Embolocephalus Randolph, 1892
- Haber Holmquist, 1978
- Ilyodrilus Eisen, 1879
- Isochaetides Hrabĕ, 1966
- Kahayandrilus Ohtaka & Wulandari, 2016
- Kopilrok Holmquist, 1985
- Krenedrilus Dumnicka, 1983
- Lamadrilus Timm, 1998
- Limnodrilus Claparède, 1862
- Lophochaeta Štolc, 1886
- Lycodrilides Hrabĕ, 1982
- Lymphachaeta Snimschikova, 1982
- Peipsidrilus Timm, 1977
- Potamothrix Vejdovský & Mrázek, 1903
- Psammoryctides Hrabe, 1964
- Quistadrilus Brinkhurst, 1981
- Sketodrilus Karaman, 1976
- Spirosperma Eisen, 1879
- Spirospermoides Dumnicka, 1983
- Tasserkidrilus Holmquist, 1985
- Telliclio Timm, 1978
- Teneridrilus Eisen, 1879
- Troglodrilus Juget, Châtelliers & Rodriguez, 2006
- Tubifex Lamarck, 1816
- Tubificidarum Karaman, 1973
- Tubificoides Lastočkin, 1937
- Varichaetadrilus Brinkhurst & Kathman, 1983